# Niittysaari (ö i Norra Savolax, Inre Savolax, lat 62,90, long 26,76)
Niittysaari är en ö i Finland. Den ligger i sjön Iisvesi, Virmasvesi och Rasvanki och i kommunen Tervo i den ekonomiska regionen  Inre Savolax ekonomiska region  och landskapet Norra Savolax, i den centrala delen av landet, 300 km norr om huvudstaden Helsingfors. Öns area är 1,4 hektar och dess största längd är 380 meter i sydöst-nordvästlig riktning.